# Şərif Şərifov
Sharif Sharifov (en azéri Şərif Şərifov) est un lutteur azerbaïdjanais né le 11 novembre 1988 en RSSA du Daghestan.
Il est notamment sacré vice-champion d'Europe de lutte libre en moins de 84 kg en 2010 et 2018, champion  du monde en 2011 et champion olympique en 2012.
Il remporte le titre lors des Championnats d'Europe de lutte 2019.

## Palmarès

### Jeux olympiques
- Médaille d'or en catégorie des moins de 84 kg aux Jeux olympiques de 2012 à Londres

### Championnats du monde
- Médaille d'or en catégorie des moins de 84 kg aux Championnats du monde de lutte 2011 à Istanbul
- Médaille de bronze en catégorie des moins de 84 kg aux Championnats du monde de lutte 2009 à Herning

### Championnats d'Europe
- Médaille d'argent en catégorie des moins de 92 kg aux Championnats d'Europe de lutte 2018 à Kaspiisk
- Médaille d'argent en catégorie des moins de 84 kg aux Championnats d'Europe de lutte 2010 à Bakou
- Médaille de bronze en catégorie des moins de 84 kg aux Championnats d'Europe de lutte 2011 à Dortmund

### Jeux de la solidarité islamique
- Médaille de bronze en catégorie des moins de 86 kg aux Jeux de la solidarité islamique 2017 à Bakou